# 14. inženirski bataljon Slovenske vojske
14. inženirski bataljon Slovenske vojske (kratica: 14. INŽB) je temeljna inženirska enota Slovenske vojske.

## Zgodovina
Enota je nastanjena v vojašnici Novo mesto.

## Razvoj
- 105. inženirska četa SV
- 14. inženirski bataljon SV
- 1. Brigada (Četa vzhod) ter četa zahod

## Poveljstvo
Poveljniki
- podpolkovnik Branko Keber (1992–11. avgust 2004)
- major/podpolkovnik Aleksander Murko (11. avgust 2004–4. december 2009[1])
- major Marjan Povšič (4. december 2009[1]–?)